# Kabelspoorweg van Montjuïc

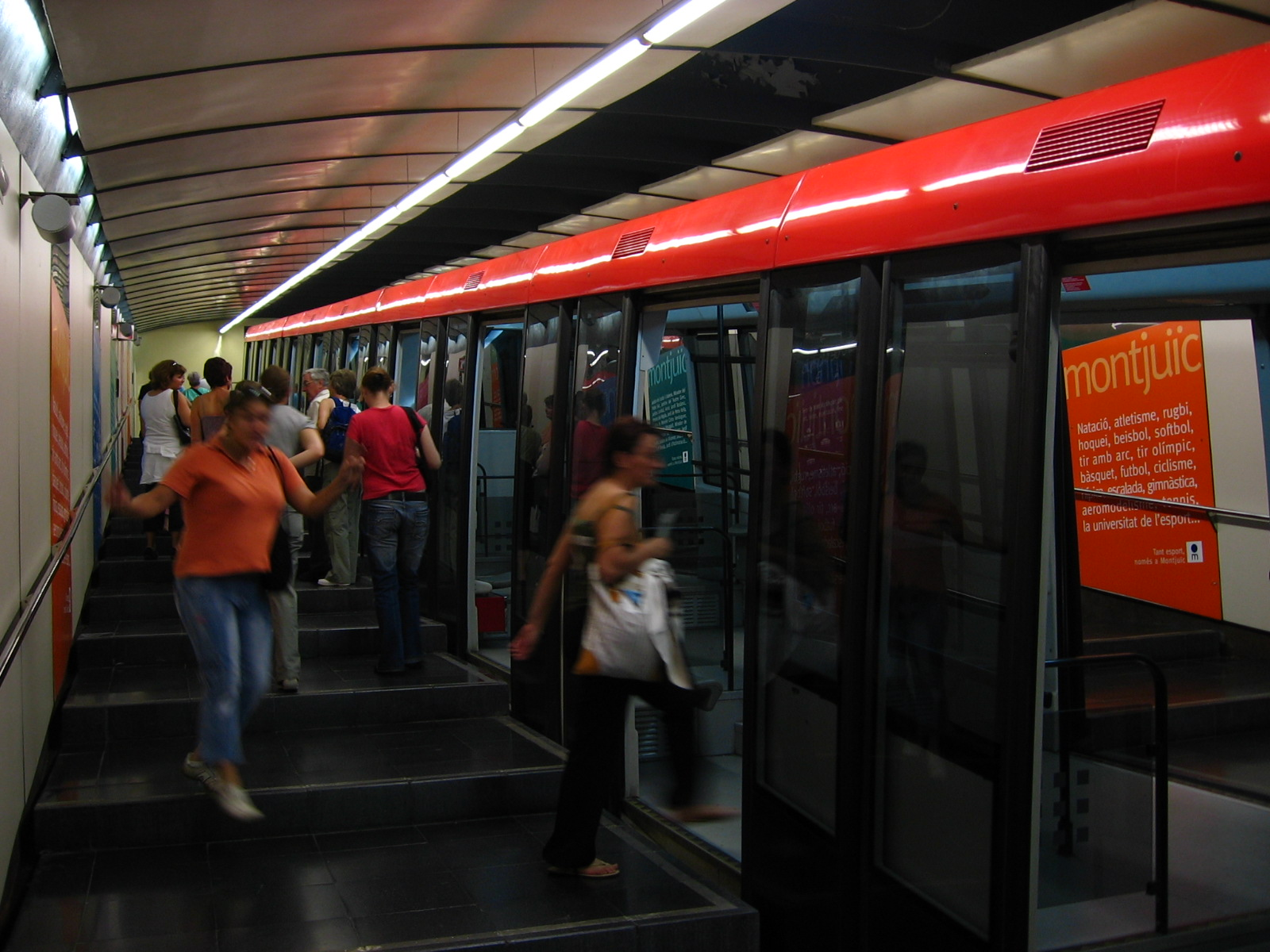
Passagiers stappen in de kabelspoorlijntrein in Parc de Montjuïc, het bovenste station van deze lijn

De kabelspoorweg van Montjuïc, of Montjuïc funicular, is een kabelspoorweg in de stad Barcelona in Catalonië, Spanje. Deze lijn verbindt metrostation Paral·lel met de heuvel Montjuïc waarop belangrijke sportfaciliteiten en bezienswaardigheden staan. De uitvoerder van de dienst op deze lijn is Transports Metropolitans de Barcelona (TMB), die ook uitvoerder is op de meeste andere metrolijnen. De lijn ligt grotendeels ondergronds en reizigers kunnen er met een metrokaartje gebruik van maken. De lijn is echter niet qua nummering in de metro van Barcelona opgenomen.
Reizigers kunnen bij het eindpunt van de funicular overstappen op een kabelbaan, de Telefèric de Montjuïc, waarvoor een apart tarief geldt.

## Geschiedenis
De lijn is in 1928 geopend, om te voorzien in de vervoersbehoefte van de wereldtentoonstelling van 1929. Hij is in 1992 ingrijpend verbouwd om in de verkeersbehoefte te voorzien van en naar het stadion Estadi Olímpic Lluís Companys en andere faciliteiten gebouwd voor de Olympische Zomerspelen 1992, op de heuvel Montjuïc.

## Technische gegevens
De kabelspoorweg heeft de volgende technische gegevens:
- Lengte: 758 meter
- Hoogte: 76 meter
- Maximum helling: 18%
- Voertuigen: 2 treinen met drie rijtuigen
- Capaciteit: 400 passagiers per trein
- Uitvoering: Enkele spoorlijn met passeerspoor
- Reistijd: 2 minuten
- Maximumsnelheid: 10 meter per seconde
- Spoorbreedte: 1.2 meter
- Aandrijving: Elektriciteit

## Andere kabelspoorwegen in Barcelona
Deze kabelspoorweg is een van de drie in Barcelona, de andere zijn de kabelspoorweg van Vallvidrera en de kabelspoorweg van Tibidabo, hoewel geen van deze uitgevoerd wordt door TMB.